# Едмунд Кларк
Едмунд Кларк (англ. Edmund Clarke; 27 липня 1945 — 22 грудня 2020)  — американський науковець в галузі теоретичної інформатики та верифікації, лауреат премії Тюрінга.
Відомий через створення методу верифікації під назвою перевірка моделей, а також завдяки розробленню однієї з поширених темпоральних логік — логіки дерев обчислень CTL.

## Біографія
Вивчав математику у вірджинському університеті, де 1967 року здобув ступінь бакалавра. Наступного року здобув ступінь магістра (в математиці) від дюкського університету та перейшов до корнелльського університету де вивчав інформатику та здобув ступінь доктора 1976 року. Повернувся до дюкського університету, де два роки викладав інформатику. 1978 року приєднався до гарвардського університету як професор та викладав там до 1982 року, після чого перейшов до департаменту інформатики в університеті Карнегі-Меллон.
Разом з Йосифом Сіфакісом та Ернестом Емерсоном, став лауреатом премії Тюрінга (2007 року) за їх спільне створення методу перевірки моделей.

## Публікації
- Edmund M. Clarke; Jeannette M. Wing (Dec. 1996). Formal methods: state of the art and future directions (PDF). ACM Computing Surveys (CSUR) - Special ACM 50th-anniversary issue: strategic directions in computing research. ACM. 28 (4): 626—643. doi:10.1145/242223.242257. Архів оригіналу (PDF) за 6 березня 2016. Процитовано 5 грудня 2015.
- Edmund M. Clarke; Orna Grumberg; David E. Long (Sept. 1994). Model checking and abstraction (PDF). ACM Transactions on Programming Languages and Systems (TOPLAS). ACM. 16 (5): 1512—1542. doi:10.1145/186025.186051. Архів оригіналу (PDF) за 13 серпня 2017. Процитовано 5 грудня 2015.
- E. M. Clarke; E. A. Emerson; A. P. Sistla (April 1986). Automatic verification of finite-state concurrent systems using temporal logic specifications (PDF). ACM Transactions on Programming Languages and Systems (TOPLAS). ACM. 8 (2): 244—263. doi:10.1145/5397.5399. Архів оригіналу (PDF) за 6 березня 2016. Процитовано 5 грудня 2015.
- Edmund M. Clarke. The birth of model checking [Архівовано 9 серпня 2017 у Wayback Machine.], 25 Years of Model Checking (2008): 1-26.

### Підручники
- Edmund M. Clarke Jr.; Orna Grumberg; Doron A. Peled (1999). Model Checking (англ. ) . MIT Press. ISBN 978-0262032704.